# Douglas County (Nevada)
Douglas County je okres na západě státu Nevada ve Spojených státech amerických. Žije zde přibližně 49 tisíc obyvatel. Správním sídlem okresu je Minden, přičemž v okrese se nenachází žádná obec a všechna sídla se nacházejí v nezařazeném území. Celková rozloha okresu činí 1911 km². Založen byl roku 1861 a pojmenován byl podle senátora Stephena A. Douglase z Illinois.
Okres hraničí na západě a jihozápadě se státem Kalifornie.